# Luisiana Central

Mapa da Luisiana mostrando a região central e verde

A Luisiana Central (Cenla), também conhecida como Crossroads é uma região no estado da Louisiana, EUA, que inclui as paróquias de Allen, Beauregard, Catahoula, Concordia, Grant, La Salle, Natchitoches, Rapides, Sabine e Vernon. 
As cinco maiores aglomerações urbanas na região eram de acordo com o censo de 2000: Alexandria (46.342 habitantes), Natchitoches (17.685 habitantes), Pineville (13.829 habitantes), Fort Polk South (11.000 habitantes) e DeRidder (9.808 habitantes). 
Luisiana Central é terra de contrastes físicos e culturais. Pradarias, colinas de pinheiros, pequenos pântanos e florestas caducifólias fazem sua geografia. 

## Área Micropolitanas e Metropolitanas
Há uma Área Estatística Combinada, uma Área Estatística Metropolitana e quatro Áreas Estatísticas Micropolitanas que inclui as paróquias de Luisiana Central:
- Área Estatística Metropolitana de Alexandria (paróquias de Rapides e Grant)
- Área Estatística Combinada de Fort Polk South-DeRidder
  - Área Estatística Micropolitana de Fort Polk South (Paróquia de Vernon)
  - Área Estatística Micropolitana de DeRidder (Paróquia de Beauregard)
- Área Estatística Micropolitana de Natchez (Mississippi) (Paróquia de Concord e Condado de Adams no Mississippi)
- Área Estatística Micropolitana de Natchitoches (Paróquia de Natchitoches)